# Hirasa extrema
Hirasa extrema là một loài bướm đêm trong họ Geometridae.